# Nianta Diarra
Nianta Diarra (Bamako, 18 aprile 1993) è un cestista maliano.